# Pseudupeneus maculatus
 Pseudupeneus maculatus és una espècie de peix de la família dels múl·lids i de l'ordre dels perciformes que es troba des de Bermuda i Nova Jersey (Estats Units) fins a Santa Catarina (Brasil), incloent-hi el Golf de Mèxic i el Carib.
Els mascles poden assolir els 30 cm de longitud total.